# Paroisse de Saint-Charles (Nouveau-Brunswick)
Pour les articles homonymes, voir Saint-Charles.
La paroisse de Saint-Charles est à la fois une paroisse civile et un ancien district de services locaux (DSL) canadien du comté de Kent, à l'est du Nouveau-Brunswick, au Canada. Le territoire comptait 806 habitants en 2001. Dans le cadre de la réforme de la gouvernance locale du 1er janvier 2023, le DSL a été annexé à la nouvelle ville de Beaurivage.

## Toponyme
La paroisse est nommée en l'honneur de Charles Borromée.

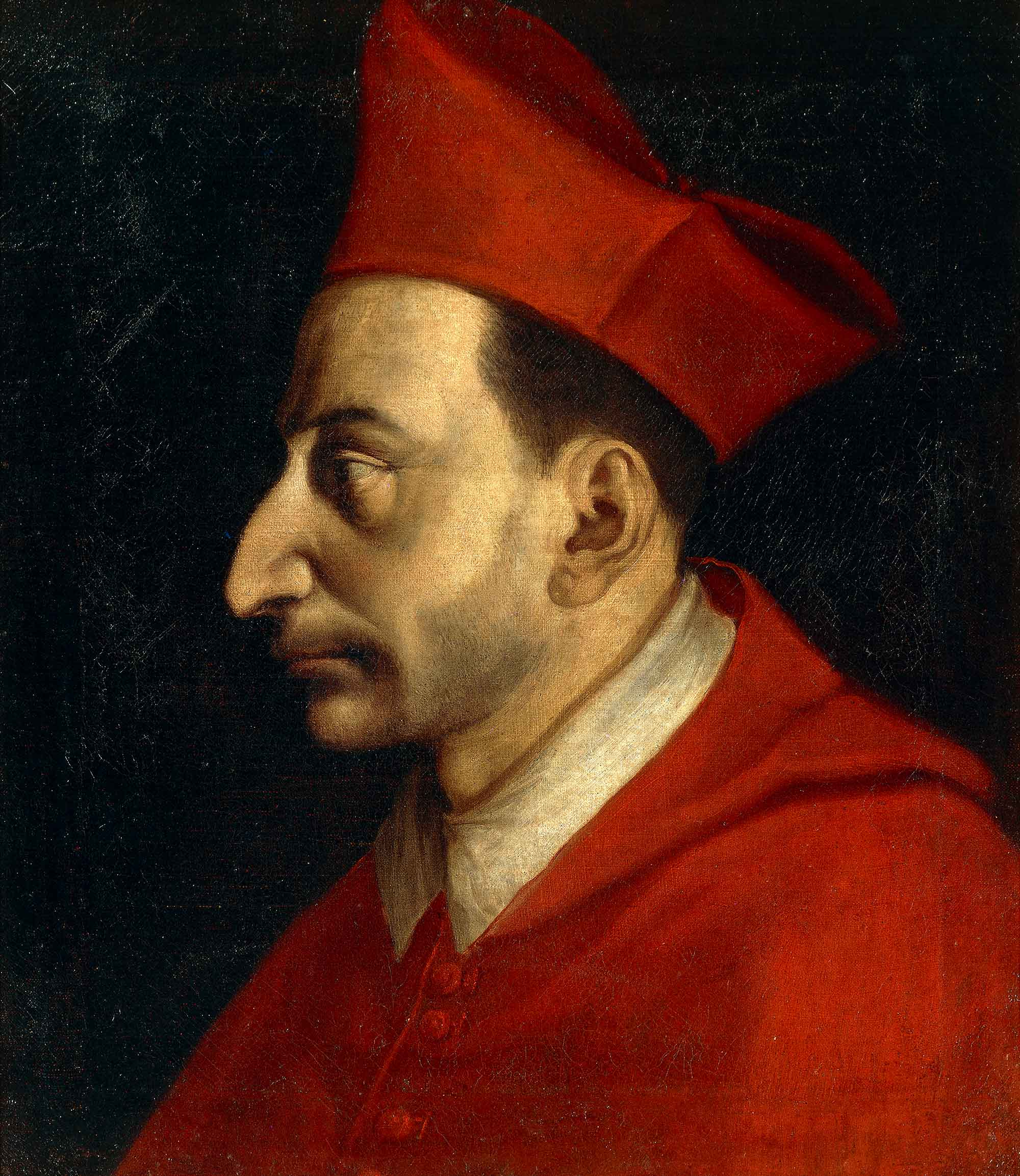
Charles Borromée.

### Hameaux et lieux-dits
La paroisse comprend les hameaux de Aldouane, Bas-Saint-Charles, Kent Lake, Saint-Charles et Saint-Charles-Nord. Il y avait aussi une gare du nom d'Aldouane-Station et un point ferroviaire du nom de Kent Lake Siding. Les noms d'Aldouane et de Saint-Charles ont été interchangés le 1er octobre 1902,. L'origine du nom de Saint-Charles n'est pas connue. Saint-Charles-Nord et Bas-Saint-Charles font allusion à leur position géographique par rapport au premier. Le nom en anglais de Bas-Saint-Charles est Lower Saint-Charles. L'origine du nom de Kent Lake n'est pas connue. L'ancien point ferroviaire de Kent Lake Siding était nommé d'après ce hameau.

## Géographie
La paroisse de Saint-Charles est généralement considérée comme faisant partie de l'Acadie.

### Géologie
La paroisse de Saint-Charles est située dans les Appalaches. Le substrat rocheux est composé de conglomérat, d'argilite et de grès gris et rouge datant du Pennsylvanien (il y a 318 à 299 millions d'années). La totalité du territoire est compris dans une seule formation, la formation de Richibucto.
Les dépôts de surface sont généralement composés de tourbe dans les régions ayant un mauvais drainage et de sable, de silt de gravier et d'argile provenant de dépôts laissés par une régression marine. Ils ont une épaisseur de 0,5 à 5 mètres en moyenne. Le front marin est quant à lui composé d'un cordon littoral, lui-même constitué de gravier et de sable, ayant plus d'un mètre d'épaisseur,.

### Climat
La paroisse de Saint-Charles a un climat de type continental humide, caractérisé par des étés chauds et des précipitations uniformément réparties sur l'année. Le mois le plus chaud a une température moyenne de 19,3 °C et le plus froid une température de −10 °C. Le parc reçoit 1 200 mm de précipitations dont 300 cm de neige.
La vitesse moyenne des vents est de 22 km/h dans les endroits abrités et de 27 km/h dans les endroits exposés. Ceux-ci proviennent généralement du sud-ouest à l'exception des mois de mars et avril où ils viennent du nord-ouest.
| Mois                              | jan.  | fév.  | mars  | avril | mai   | juin | jui.  | août | sep. | oct. | nov.  | déc.  | année   |
| --------------------------------- | ----- | ----- | ----- | ----- | ----- | ---- | ----- | ---- | ---- | ---- | ----- | ----- | ------- |
| Température minimale moyenne (°C) | −15,3 | −14,3 | −8,4  | −2    | 4     | 9,4  | 13,2  | 12,3 | 7,4  | 2,3  | −3    | −10,6 | −0,4    |
| Température moyenne (°C)          | −10   | −8,7  | −3,2  | 2,9   | 10    | 15,7 | 19,3  | 18,3 | 13   | 7,4  | 1,1   | −6,3  | 5       |
| Température maximale moyenne (°C) | −4,6  | −3,1  | 2,1   | 7,7   | 15,9  | 21,8 | 25,2  | 24,3 | 18,6 | 12,2 | 5,3   | −1,6  | 10,3    |
| Précipitations (mm)               | 140,5 | 89,8  | 111,2 | 99,5  | 103,8 | 84,7 | 110,8 | 81,3 | 84,2 | 96,2 | 111,7 | 126,1 | 1 239,9 |
| dont neige (cm)                   | 83,1  | 54,6  | 52    | 29,4  | 2,5   | 0    | 0     | 0    | 0    | 1,9  | 19,8  | 65,7  | 309,1   |

## Histoire

### Origines

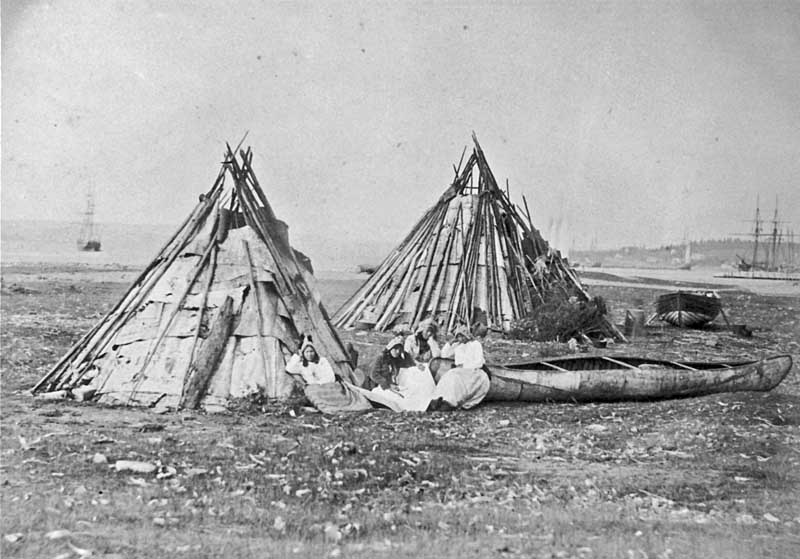
Camp micmac, photographie de Paul-Émile Miot en 1857

La paroisse de Saint-Charles est située dans le territoire historique des Micmacs, plus précisément dans le district de Sigenigteoag, qui comprend l'actuel côte Est du Nouveau-Brunswick, jusqu'à la baie de Fundy. Le territoire du parc contient 26 sites archéologiques amérindiens dont le plus ancien date d'il y a environ 4 000 ans, de l'Archaïque maritime, jusqu'aux années 1960. Lors de l'arrivée des Européens, le territoire est déjà peuplé par les Micmacs, qui utilisent le territoire du parc comme terrain de chasse, de cueillette et surtout comme lieu de pêche, dont ils retirent 90 % de leurs besoins. Les maladies amenées par les Européens déciment cependant environ 75 % de la population. Les survivants se retrouvent à partir du début du XIXe siècle confinés dans de petites réserves. Les bandes micmacs les plus proches sont celles d'Indian Island et d'Elsipogtog qui sont situées sur la rivière Richibouctou et celles d'Eel Ground, de Metepenagiag et de Burnt Church dans la vallée de la rivière Miramichi.
Bien que la région soit connue des Français depuis le XVIe siècle, les premiers colons s'établissent seulement à la fin du XVIIIe siècle. Saint-Charles est ainsi fondé vers 1790. La mission catholique de Saint-Charles est établie à Petite-Aldouane en 1792. La paroisse Saint-Charles-Boromée y est érigée en 1800 et une église y est construite en 1821.
La rivière Kouchibouguac accueille des Loyalistes de l’Empire-Uni ainsi que des colons écossais, irlandais, anglais et prussiens. Quant à la rivière Kouchibouguacis, elle est colonisée par les Acadiens de Memramcook qui sont ensuite rejoints par ceux d'autres régions du Nouveau-Brunswick et de la Gaspésie. En 1806, les principaux estuaires entre Escuminac et le cap Tourmentin sont habités. Les principales activités économiques de la région sont la construction navale, l'exploitation forestière, la pêche et l'agriculture.
En 1825, le territoire est touché par les Grands feux de la Miramichi, qui dévastent entre 10 000 km2 et 20 000 km2 dans le centre et le nord-est de la province et tuent en tout plus de 280 personnes,.

### Jusqu'à la création du parc national
En 1861, l'église de Petite-Aldouane est abandonnée et la paroisse Saint-Charles-Boromée est divisée en deux, avec une nouvelle paroisse à Richibouctou et une église à Saint-Charles. Aldouane est recensé pour la première fois en 1871. Il y a alors 250 habitants, en incluant les localités environnantes. Le bureau de poste de Saint-Charles est inauguré en 1873. Il y a un premier curé résident à Saint-Charles en 1874. Le bureau de poste d'Aldouane ouvre ses portes en 1892. En 1898, Saint-Charles compte 200 habitants, vivant surtout d'agriculture.
En 1904, Aldouane compte un magasin, une scierie, un moulin à carder, un moulin à farine, une église et 150 habitants. Le bureau de poste de Kent Lake ouvre ses portes en 1905. Le bureau de poste de Bas-Saint-Charles ouvre ses portes en 1921. Celui de Saint-Charles-Nord ouvre ses portes en 1922. L'église Saint-Charles-Boromée est détruite dans un incendie en 1922. Les travaux d'une nouvelle église commencent la même année est elle est inaugurée en 1926. Les bureaux de poste d'Aldouane, de Bas-Saint-Charles, de Kent Lake et de Saint-Charles-Nord ferment leurs portes en 1954,,,. La municipalité du comté de Kent est dissoute en 1966. La paroisse de Saint-Charles devient un district de services locaux en 1967. Le bureau de poste de Saint-Charles ferme ses portes en 1970.

### Expropriation
En 1969, une entente fédérale-provinciale est signée dans le but de créer un nouveau parc national. Une partie du territoire de la paroisse est exproprié. La cause des expropriés suscite l'intérêt des étudiants, lors des manifestations des années 1960. Les expropriés reçoivent une compensation mais tous ne l'acceptent pas, notamment Jackie Vautour.
Le parc est finalement créé au niveau législatif le 15 janvier 1979. L'expropriation est contestée en justice plus tard dans l'année, mais les plaignants sont déboutés. Une émeute impliquant deux cents personnes éclate par la suite, suivie d'une autre quelques semaines plus tard. À la suite de l'opposition soulevée par les expropriations, le gouvernement du Nouveau-Brunswick décide de former une commission d'enquête, la Commission spéciale d’enquête sur le Parc national de Kouchibouguac (aussi connue sous le nom de commission LaForest-Roy), dans le but d'examiner les incidences sociales et économiques provoquées par la création du parc. Les gouvernements fédéral et du Nouveau-Brunswick donnent leurs réponses au rapport de la commission l'année suivante. Les principaux points de la nouvelle entente visent le maintien de la pêche de la mye commune, de l'anguille d'Amérique, du gaspareau et de l'éperlan arc-en-ciel, le maintien de deux ports pour la pêche dans le parc, ainsi que le dragage des cours d'eau pour l'accès des navires ; des emplois sont attribués aux anciens résidents et l'histoire humaine du territoire du parc est reconnue.

## Démographie
| 2001  | 2006  | 2011  | 2016  |
| ----- | ----- | ----- | ----- |
| 2 095 | 2 093 | 1 982 | 1 997 |

## Économie
Entreprise Kent, membre du Réseau Entreprise, a la responsabilité du développement économique.

## Administration

### Comité consultatif
En tant que district de services locaux, Saint-Charles est administré directement par le Ministère des Gouvernements locaux du Nouveau-Brunswick, secondé par un comité consultatif élu composé de cinq membres dont un président.

### Commission de services régionaux
La paroisse de Saint-Charles fait partie de la Région 6, une commission de services régionaux (CSR) devant commencer officiellement ses activités le 1er janvier 2013. Contrairement aux municipalités, les DSL sont représentés au conseil par un nombre de représentants proportionnel à leur population et leur assiette fiscale. Ces représentants sont élus par les présidents des DSL mais sont nommés par le gouvernement s'il n'y a pas assez de présidents en fonction. Les services obligatoirement offerts par les CSR sont l'aménagement régional, l'aménagement local dans le cas des DSL, la gestion des déchets solides, la planification des mesures d'urgence ainsi que la collaboration en matière de services de police, la planification et le partage des coûts des infrastructures régionales de sport, de loisirs et de culture; d'autres services pourraient s'ajouter à cette liste.

### Chronologie municipale

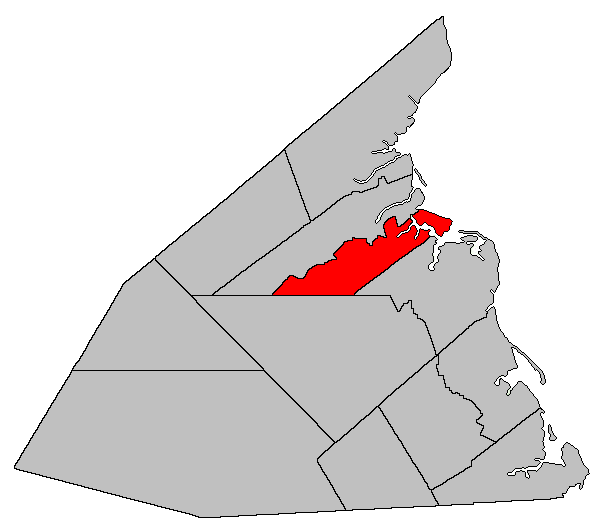
Situation sur une carte des paroisses civiles du comté de Kent (certains DSL et municipalités ne sont donc pas montrés).

### Représentation et tendances politiques
Nouveau-Brunswick: Saint-Charles fait partie de la circonscription provinciale de Rogersville-Kouchibouguac, qui est représentée à l'Assemblée législative du Nouveau-Brunswick par Bertrand LeBlanc, du Parti libéral. Il fut élu en 2010.
 Canada: Saint-Charles fait partie de la circonscription fédérale de Beauséjour. Cette circonscription est représentée à la Chambre des communes du Canada par Dominic LeBlanc, du Parti libéral.

### Ancienne administration paroissiale
|  | Indépendant | 1944 - 194? | Adelin Leblanc Jacques-T. Daigle     |
|  | Indépendant | 19?? - 195? | Jacques-T. Daigle Alphonse-D. Daigle |

## Vivre dans la paroisse de Saint-Charles
L'église Saint-Charles-Borromée est une église catholique romaine faisant partie de l'archidiocèse de Moncton. Le détachement de la Gendarmerie royale du Canada le plus proche est situé à Richibouctou. Le bureau de poste le plus proche est quant à lui à Saint-Louis-de-Kent.
Les francophones bénéficient du quotidien L'Acadie nouvelle, publié à Caraquet, ainsi que de l'hebdomadaire L'Étoile, de Dieppe. Les anglophones bénéficient quant à eux des quotidiens Telegraph-Journal, publié à Saint-Jean et Times & Transcript, de Moncton.

## Culture

### Personnalités
- Joseph Zenon Daigle, avocat et homme politique, né à Saint-Charles en 1934.
- Mgr Norbert Robichaud, deuxième archevêque de Moncton, né à Saint-Charles en 1905.

### La paroisse dans la culture
Jackie Vautour et sa famille sont devenus le symbole de la résistance à l'expropriation et plusieurs artistes se sont inspirés des événements. L'expropriation du parc national est ainsi traitée dans la pièce de théâtre pour enfants Kouchibou quoi ? (1975), de Roger Leblanc. Avec Cochu et le soleil (1977), Jules Boudreau fait un lien entre la déportation des Acadiens et cet événement ; le personnage de Grégoire Cochu rappelle Jackie Vautour, à qui est dédiée la pièce. La pièce de théâtre Wolfe (2011), d'Emma Haché, traite de l'expropriation et est jouée à Moncton et à Ottawa.
Le groupe 1755 ainsi que l'auteur-compositeur lousianais Zachary Richard ont été inspirés par le drame des expropriés de Kouchibouguac. Le premier a écrit la chanson Kouchibouguac. Quant à Zachary Richard, il a chanté La balade de Jackie Vautour dans son album Migration en 1978 et mentionne Kouchibouguac dans la chanson Petit Codiac, dans son album Cap Enragé en 1998. Édith Butler mentionne l'expropriation dans sa chanson Paquetville. Daniel Léger a dédié une chanson à Jackie Vautour.
Le film Massabielle (1982), réalisé par Jacques Savoie, s'inspire de l'histoire de Jackie Vautour. En 2007, le documentaire Kouchibouguac, de Jean Bourbonnais, ouvre le Festival international du cinéma francophone en Acadie ; Zachary Richard en est le narrateur et Jackie Vautour y fait une rare apparition ».
Des retrouvailles annuelles sont organisées dans le parc depuis 2006.
L'historien Ronald Rudin, de l'Université Concordia, annonce en 2009 vouloir écrire un livre sur l'histoire du parc et lance le site web Le Retour des voix au parc national de Kouchibouguac.